# Sticky Password
Sticky Password — программное обеспечение для хранения паролей. Программа автоматизирует ввод паролей и других данных на веб-страницах, избавляя пользователя от необходимости создавать и запоминать пароли. Вся информация хранится в специальной базе данных на компьютере в зашифрованном виде. Программа поддерживает многие популярные браузеры и программы. Существует также бесплатная версия программы Sticky Password Free, имеющая ограничение в функционале.

## Функции[6]
- Автоматическая авторизация на веб-ресурсах и в приложениях
- Безопасное хранение паролей на компьютере
- Облачное хранение базы паролей с возможностью синхронизации между устройствами
- Контроль доступа к базе паролей
- Генерация паролей
- Импорт паролей из других программ
- Доступ к паролям с помощью переносной версии
- Автоматическое заполнение длинных веб-форм
- Хранение нескольких учётных записей для одного веб-ресурса
- Автоматическое резервное копирование
- Защита от кейлоггеров
- Защита от фишинга
- Возможность защищённого хранения личных заметок

## Системные требования
Операционная система
- Windows XP
- Windows Vista
- Windows 7
- Windows 8
- Windows 8.1
- Android
- iOS
- macOS

Аппаратные требования
Компьютер с объёмом оперативной памяти не менее 256 Мб. 15 Мб свободного пространства на жёстком диске.

## База паролей
База данных пароля защищена с использованием сильных алгоритмов шифрования. Это значит, что пароли и другая приватная информация не хранятся в общедоступном виде — к ним имеет доступ только пользователь базы данных.
У пользователя на компьютере имеется собственная база данных и мастер-пароль для доступа к ней. Таким образом, пользователи могут не волноваться, что другие пользователи могут получить доступ к их базе паролей через собственную учётную запись менеджера паролей.
Для защиты базы можно выбрать один из следующих алгоритмов шифрования:
| Название алгоритма | Длина ключа |
| ------------------ | ----------- |
| AES / Rijndael     | 256         |
| Blowfish           | 448         |
| Twofish            | 256         |
| Gost               | 256         |
| Sapphire II        | 8192        |
| Diamond II         | 2048        |
| FROG               | 1000        |
| SCOP               | 384         |

## Критика
В 2013 году CNET оценил программу в 4 звезды, указав на серьезное отношение к безопасности и AES 256-битному шифрованию. Tom's Guide, в обзоре 2016 года, дал менеджеру 3,5 балла, отметив удобный, многофункциональный интерфейс и возможность пользователям выбирать между синхронизацией данных в облаке или через сети Wi-Fi. В 2017 году, журнал PC World присудила Sticky Password 4 звезды. PC Magazine в своем обзоре 2020 года, выставил утилите оценку «хорошо», поставив 3,5 балла. В 2021 году, TechRadar присудил программе 3,5 звезды.